# Family Circle Cup 2011
Il  Family Circle Cup 2011 è stato un torneo femminile di tennis giocato sulla terra verde. È stata la 39ª edizione del torneo che fa parte della categoria Premier nell'ambito del WTA Tour 2011. Si è giocato nel Family Circle Tennis Center di Charleston negli Stati Uniti dal 4 al 10 aprile 2011.

## Partecipanti

### Teste di serie
| Giocatrice                 | Nazionalità | Ranking* | Testa di serie |
| -------------------------- | ----------- | -------- | -------------- |
| Caroline Wozniacki         | Danimarca   | 1        | 1              |
| Samantha Stosur            | Australia   | 5        | 2              |
| Jelena Janković            | Serbia      | 7        | 3              |
| Marion Bartoli             | Francia     | 10       | 4              |
| Shahar Peer                | Israele     | 11       | 5              |
| Yanina Wickmayer           | Belgio      | 20       | 6              |
| Nadia Petrova              | Russia      | 22       | 7              |
| Alisa Klejbanova           | Russia      | 26       | 8              |
| Marija Kirilenko           | Russia      | 27       | 9              |
| Daniela Hantuchová         | Slovacchia  | 30       | 10             |
| Peng Shuai                 | Cina        | 32       | 11             |
| Julia Görges               | Germania    | 35       | 12             |
| Patty Schnyder             | Svizzera    | 41       | 13             |
| Bethanie Mattek-Sands      | Stati Uniti | 43       | 14             |
| Barbora Záhlavová-Strýcová | Rep. Ceca   | 50       | 15             |
| Vera Duševina              | Russia      | 53       | 16             |

- Ranking al 21 marzo 2011.

### Altre partecipanti
Giocatrici che hanno ricevuto una Wild card:
- Jamie Hampton
- Sabine Lisicki
- Shelby Rogers

Giocatrici passate dalle qualificazioni:

- Eva Birnerová
- Irina Falconi
- Sania Mirza
- Mónica Puig
- Sloane Stephens
- Alexandra Stevenson
- Anna Tatišvili
- Heather Watson

### Giocatrici assenti
- Serena Williams
- Marija Šarapova

## Distribuzione del montepremi e dei punti

### Distribuzione dei punti
| Turno                       | Singolare femminile | Doppio femminile |
| --------------------------- | ------------------- | ---------------- |
| Campionesse                 | 470                 | 470              |
| Finaliste                   | 320                 | 320              |
| Semifinaliste               | 200                 | 200              |
| Eliminate ai quarti         | 120                 | 120              |
| Eliminate agli ottavi       | 60                  | 1                |
| Eliminate nel 2º turno      | 40                  | –                |
| Eliminate nel 1º turno      | 1                   | –                |
| Qualificazione              | 12                  | –                |
| Turno finale qualificazioni | 8                   | –                |
| Primo turno qualificazioni  | 1                   | –                |

### Montepremi
il montepremi totale è stato di $721,000.
| Turno                       | Singolare femminile | Doppio femminile (per squadra) |
| --------------------------- | ------------------- | ------------------------------ |
| Campionesse                 | $111,000            | $35,500                        |
| Finaliste                   | $57,350             | $19,000                        |
| Semifinaliste               | $29,205             | $9,500                         |
| Eliminate ai quarti         | $15,200             | $4,900                         |
| Eliminate agli ottavi       | $7,850              | $2,500                         |
| Eliminate nel 2º turno      | $4,000              | –                              |
| Eliminate nel 1º turno      | $2,025              | –                              |
| Turno finale qualificazioni | $1,035              | –                              |
| Primo turno qualificazioni  | $535                | –                              |

## Campionesse

### Singolare
Caroline Wozniacki ha battuto in finale  Elena Vesnina con il punteggio di 6–2, 6–3
- È stato il 3º titolo dell'anno per Caroline Wozniacki, il 15° della sua carriera. È il 1º titolo della categoria Premier dell'anno il 4° della sua carriera.

### Doppio
Sania Mirza /  Elena Vesnina hanno battuto in finale  Bethanie Mattek-Sands /  Meghann Shaughnessy con il punteggio di 6–4, 6–4